# Cipresal
Cipresal är en ort i Mexiko.   Den ligger i kommunen Motozintla och delstaten Chiapas, i den sydöstra delen av landet, 900 km sydost om huvudstaden Mexico City. Cipresal ligger 2 005 meter över havet och antalet invånare är 144.
Terrängen runt Cipresal är huvudsakligen bergig, men den allra närmaste omgivningen är kuperad. Runt Cipresal är det ganska tätbefolkat, med 78 invånare per kvadratkilometer. Närmaste större samhälle är Motozintla de Mendoza, 12,7 km öster om Cipresal. I omgivningarna runt Cipresal växer i huvudsak städsegrön lövskog.